# Pusikan
Der Pusikan oder Buzogan ist ursprünglich eine alte Bezeichnung für einen Streitkolben ähnlich einer Keule mit einem starken, eisernen und eiförmigen Kopf, wie er im Mittelalter sowohl in Europa als auch im Vorderen Orient verwendet wurde. 

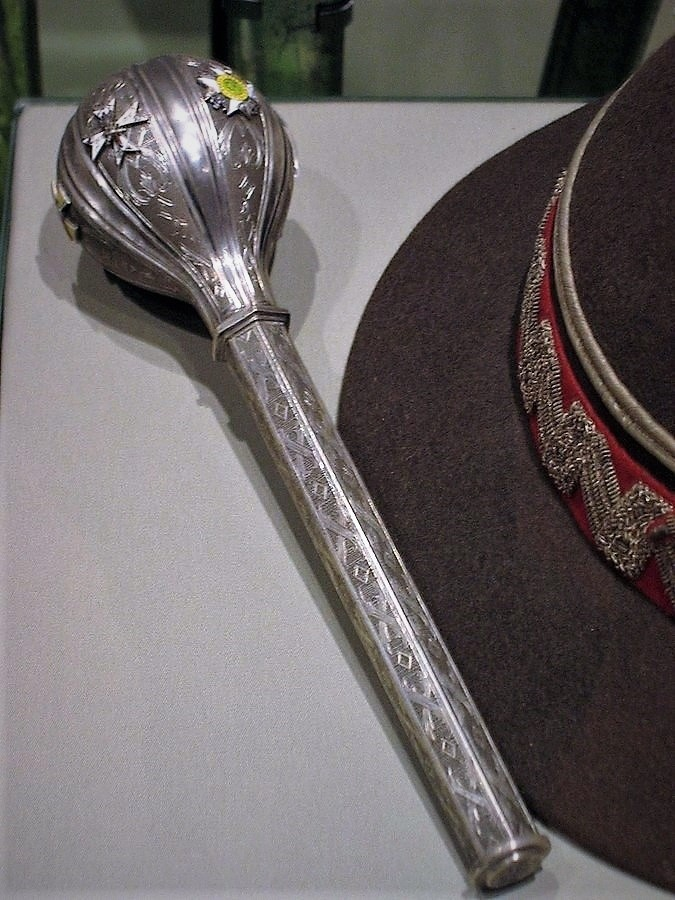
Pusikan des Marschalls Rydz-Śmigły

Die Waffe selbst wurde letztlich zum Sinnbild und damit äußeres Zeichen militärischer Würdenträger vergleichbar mit einem Zepter. Der Marschall von Polen trug die Buława (poln. für Streitkolben) als Marschallsstab als seine Insigne. Der Letzte, der ihn in Polen trug, war der Politiker Marian Spychalski. Auch in Siebenbürgen war dieses Zeichen bereits gebräuchlich, wie an einem Exemplar aus dem 16. Jahrhundert aus der Dresdner Rüstkammer gesehen werden kann. An dem eiförmigen Kopf sind zumeist heraldische Symbole angebracht. Ein Pusikan war in Baden Anfang des 19. Jahrhunderts zur Kroninsignie umfunktioniert worden, wobei das Ende mit einer Krone versehen wurde, während der Schlagkopf entfernt wurde. Der Pusikan ist auch Bestandteil heraldischer Gestaltung bzw. hat selbst eine heraldische Funktion.
Der Heraldiker Oskar Göschen gab sich das Pseudonym Pusikan. Im Wappen ist diese Waffe eine gemeine Figur und wird einzeln oder gekreuzt dargestellt. Alle heraldischen Farben sind möglich.

Zwei gekreuzte P. im Wappen als gemeine Figur
Im italienischen Wappen als gemeine Figur